# Oblężenie Torunia (1658)
Oblężenie Torunia – oblężenie, które miało miejsce w dniach 2 lipca – 30 grudnia 1658 roku podczas II wojny północnej.
Było to oblężenie ufortyfikowanego miasta Torunia, które miało miejsce w drugiej połowie 1658 roku, w ostatniej fazie potopu szwedzkiego, w większości będącego częścią II wojny północnej. Stroną broniącą się byli oblężeni Szwedzi, oblegającą zaś sprzymierzone oddziały Rzeczypospolitej Obojga Narodów i Świętego Cesarstwa Rzymskiego.

## Oblężenie i działania w Prusach
Po zdobyciu Krakowa wojska cesarskie 11 września 1657 roku ruszyły wolno na północ w rejon koncentracji, który wyznaczono w okolicach Płocka. Armia cesarska w sile 15 000 żołnierzy przybyła na miejsce w końcu września. Jan Kazimierz chciał użyć armii cesarskiej do zdobycia Torunia, jednak Austriacy nie spieszyli się, a po dotarciu pod miasto nie przystąpili do prac oblężniczych. W końcu z powodu deszczu i jesiennych chłodów zostali odesłani na leże zimowe w Wielkopolsce. Odzyskanie Torunia trzeba było zatem odłożyć do następnego roku.
Plany wojenne na rok 1658 przewidywały działania oblężnicze w Prusach Królewskich przy użyciu posiłkowych wojsk cesarskich, dowodzonych przez Raimondo Montecuccolego. Pierwszym celem miało być odzyskanie Torunia, miasta o kluczowym znaczeniu strategicznym, a zarazem nowocześnie ufortyfikowanego. Letni atak Szwedów na Danię spowodował, że większość sił cesarskich skierowano na Jutlandię.
Oblężenie Torunia rozpoczęło się z chwilą, gdy 2 lipca pod Toruniem na lewym brzegu Wisły stanął cesarski korpus dowodzony przez generała Ludwiga de Souchesa w sile 3650 żołnierzy. Pod miasto przybyły również świeżo utworzone regimenty piechoty polskiej. Miasto bronione było przez garnizon szwedzki liczący 2420 żołnierzy pod komendą generała Bartholda Hartwiga von Bülowa. Żołnierzy szwedzkich wspomagało kilkuset mieszczan. Początkowo wojska oblężnicze nie prowadziły zbyt intensywnych działań, w końcu de Souches 26 lipca rozpoczął intensywny ostrzał artyleryjski, po czym ruszył do szturmu i zdobył toruńskie przedmoście. Gdy 1 sierpnia przybył liczący 3000 żołnierzy korpus Krzysztofa Grodzickiego, wojska cesarsko-polskie przeprawiły się na prawy brzeg Wisły i otoczyły twierdzę linią kontrwalancyjną, z której poprowadzono w kierunku twierdzy aprosze. Wkrótce siły oblężnicze wspomógł pułk jazdy Jana Fryderyka Sapiehy (1000 szabel) i dywizja Stefana Czarnieckiego (4 tys. jazdy). Współdziałać z siłami polsko-cesarskimi miały wojska brandenburskie pod komendą Bogusława Radziwiłła.
We wrześniu pod Toruń napłynęły oddziały Jerzego Lubomirskiego, a 23 września przybyła także wraz z dworem królowa Ludwika Maria. W tym momencie armia oblężnicza osiągnęła stan 18 700 żołnierzy polskich i 4 600 cesarskich oraz 40 dział. Następnego dnia królowa udała się do stanowisk pułków cesarskich, gdzie szwedzki pocisk artyleryjski otarł się o wierzch karety. Wypadek ten nie zniechęcił polskiej monarchini do powtórzenia podobnych eskapad. W końcu września aprosze połączono w odległości 100 metrów od twierdzy linią równoległą i na początku października zaczęto z niej prowadzić ostrzał artyleryjski fortyfikacji.
Szturm generalny został przypuszczony w nocy z 16 na 17 listopada, podczas którego zdobyto trzy bastiony, tracąc przy tym 1000 zabitych i rannych.
Utrata trzech bastionów przesądziła o kapitulacji szwedzkiego garnizonu w dniu 30 grudnia. Garnizon szwedzki opuścił miasto – stracił podczas oblężenia 1200 zabitych oraz zmarłych z głodu, ran i chorób. Wojska oblężnicze straciły w tym czasie 1800 żołnierzy, z czego wojska polskie straciły 1500 żołnierzy.
Toruń powrócił w polskie ręce, a na pozostałym obszarze Prus Królewskich wojska polskie i brandenburskie Radziwiłła utrudniały garnizonom szwedzkim komunikację i aprowizację. Dywizja Czarnieckiego w sile 4500 wojska ruszyła już we wrześniu do Danii, by 12 października znaleźć się już w Hamburgu.